# Spedizioni cesariane in Britannia
Le due spedizioni cesariane in Britannia (55 e 54 a.C.) si inquadrano nell'ambito delle guerre di conquista condotte da Gaio Giulio Cesare in Gallia (odierna Francia) e narrate nel De bello Gallico. La prima (tarda estate del 55), che non raggiunse grandi risultati, fu più che altro una spedizione ricognitiva. Le truppe approdarono per mare sulla costa del Kent. La seconda, quella del 54, ebbe maggior successo, mettendo sul trono il re amico Mandubracio e costringendo alla sottomissione il suo rivale, Cassivellauno, anche se il suo territorio non fu sottomesso.

## Contesto storico
La Britannia era conosciuta da molto prima dell'arrivo di Cesare, perché produttrice di stagno ed era stata esplorata nel IV secolo a.C. dal geografo greco Pitea di Marsiglia e forse dall'esploratore cartaginese Imilcone nel V secolo a.C. Ma la sua posizione ai margini del mondo conosciuto, nell'Oceano, la rese una terra di grande mistero. Alcuni autori antichi sostenevano che non esistesse, e il viaggio di Pitea era considerato da alcuni un falso.
Nel corso della sua conquista della Gallia, Cesare aveva appreso molte cose sulle isole britanniche e i suoi abitanti:
- I Belgi, considerato il gruppo etnico più bellicoso della Gallia, avevano insediamenti in quella terra,[4]
- I Veneti dell'Armorica (oggi Bretagna) controllavano i commerci marittimi con l'isola, chiamando in aiuto i loro alleati britannici durante la guerra del 56 a.C. contro Cesare.[5]

## Le campagne militari

### Anno 55 a.C.
Nella tarda estate del 55 Cesare decise di salpare per la Britannia. La partenza fu dalla città francese di Portus Itius (il porto non è stato ancora identificato con certezza, ma gli storici sono molto propensi a credere che si tratti dell'odierna città di Wissant nell'odierno dipartimento francese della Piccardia) la notte del 25 agosto; prese terra vicino a Walmer l'indomani e rientrò dopo una scaramuccia con le tribù locali.. Cesare s'intrattenne nell'attuale contea inglese del Kent fino al 4 settembre.  Il generale romano afferma nel suo De bello Gallico di aver preso questa decisione perché, in quasi tutte le guerre contro i galli, questi ultimi avevano ricevuto aiuti dai britanni. Cosa plausibile, anche se in realtà questa fu una semplice scusa per coprire una spedizione che aveva scopi più che altro economici.
Il romano non riuscì a ottenere nessuna informazione utile sull'isola, sui suoi abitanti e neppure su dove sbarcare le truppe, ragion per cui mandò il tribuno Gaio Voluseno a esplorare la costa, ma senza grandi risultati. Gli ambasciatori di alcuni popoli britannici, avvisati dell'invasione dai mercanti, si presentarono a Cesare, promettendogli di sottomettersi. Per questo il generale romano li mandò indietro insieme a Commio, re del popolo gallico degli atrebati, per convincere alla sottomissione quante più popolazioni possibile.
Raccolse una flotta a Portus Itius (probabilmente Wissant, vicino all'attuale Saint-Omer) composta da 80 navi per trasportare due legioni (VII legione e X legione) e un non ben precisato numero di navi da guerra, comandate da un questore, mentre da un altro porto dovevano salpare 18 navi con la cavalleria.
Dopo molte difficoltà e duri combattimenti contro le forze britanniche radunatesi per opporsi ai romani, gli invasori riuscirono a sbarcare nel Kent, presso l'attuale cittadina di Walmer e a costruire un accampamento, di cui non sono però rimaste tracce. Lì Cesare ricevette gli ambasciatori britannici che gli restituirono Commio, che era stato imprigionato al suo arrivo in Britannia. Le trattative non andarono però a buon fine e i britanni, approfittando delle difficoltà di Cesare (le navi con la cavalleria e le provviste erano state bloccate e costrette a tornare in Gallia da una tempesta), attaccarono di nuovo le forze romane. Alla fine, l'armata di Cesare riuscì a sconfiggere i britanni. Anche un terzo attacco fu vanificato, stavolta grazie alla cavalleria messa insieme all'ultimo momento da Commio tra le popolazioni britanniche filo-romane. Alla fine Cesare, resosi conto che la sua situazione era sempre più difficile da difendere e gestire, si ritirò, avendo ricevuto solo pochi ostaggi da un paio di tribù. In breve, dunque, questa prima campagna militare in Britannia non fu né un successo né un insuccesso. Nonostante ciò, il Senato romano decretò 20 giorni di feste pubbliche per celebrare l'impresa quando ricevette il resoconto di Cesare.

### Anno 54 a.C.

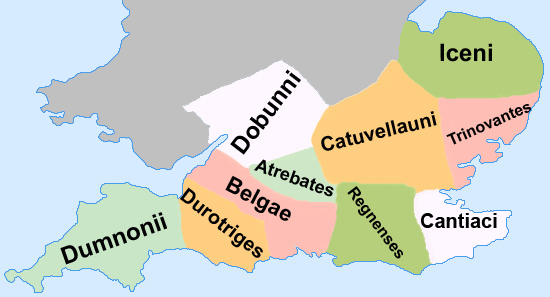
Popoli della Britannia meridionale contro cui Cesare combatté la seconda campagna

La seconda invasione fu lanciata l'anno successivo, questa volta con una forza militare ben più consistente: 5 legioni e 2000 cavalieri a bordo di oltre 80 navi. La flotta salpò ancora una volta da Portus Itius la notte del 6 luglio e prese terra a metà mattina del giorno seguente.
Il sito dello sbarco è stato identificato, nel corso di scavi archeologici nel 2017, ad Ebbsfleet, una cittadina del Kent distante 900 metri dal mare, presso Pegwell Bay. Qui si è trovata traccia di un campo romano datato al I sec. a.C. e si sono scoperti reperti bellici tipici dei legionari, quali i giavellotti.
Al momento dello sbarco i Britanni non opposero alcuna resistenza. Cesare, dopo aver lasciato sul lido a guardia della flotta 10 coorti e 300 cavalieri (sotto il comando di un certo Quinto Atrio), marciò rapidamente verso l'interno per circa 12 miglia, trovandosi poco distante dal nemico. Lo scontro che ne conseguì portò alla vittoria romana sui Britanni, che si erano arroccati in una posizione più elevata con la loro cavalleria ed i carri da guerra, in attesa di attaccare le truppe romane a valle. La mattina seguente, mentre Cesare aveva inviato fanti e cavalieri ad inseguire i fuggiaschi nemici, arrivarono presso il campo del generale romano alcuni cavalieri inviati da Quinto Atrio per informarlo che nella precedente notte una grande tempesta aveva danneggiato quasi tutte le navi. Cesare, richiamate le legioni e la cavalleria, tornò presso la flotta per constatarne i danni, disporre la riparazione degli scafi meno danneggiati e trarla tutta in secca, costruendo attorno ad essa un vallo di protezione fino al suo ritorno. Al termine delle operazioni raggiunse le legioni che aveva lasciato ad una ventina di km dal lido, scoprendo che, nei dieci giorni in cui si era assentato, si erano radunati attorno al campo romano numerosi armati britanni, sotto l'alto comando di un certo Cassivellauno (che regnava sulle genti a nord del Tamigi).
I Britanni decisero di attaccare il campo romano all'improvviso, gettandosi fuori dei boschi e sorprendendo i legionari intenti alla costruzione delle fortificazioni.
(Gaio Giulio Cesare, De bello Gallico, V, 15-16.)

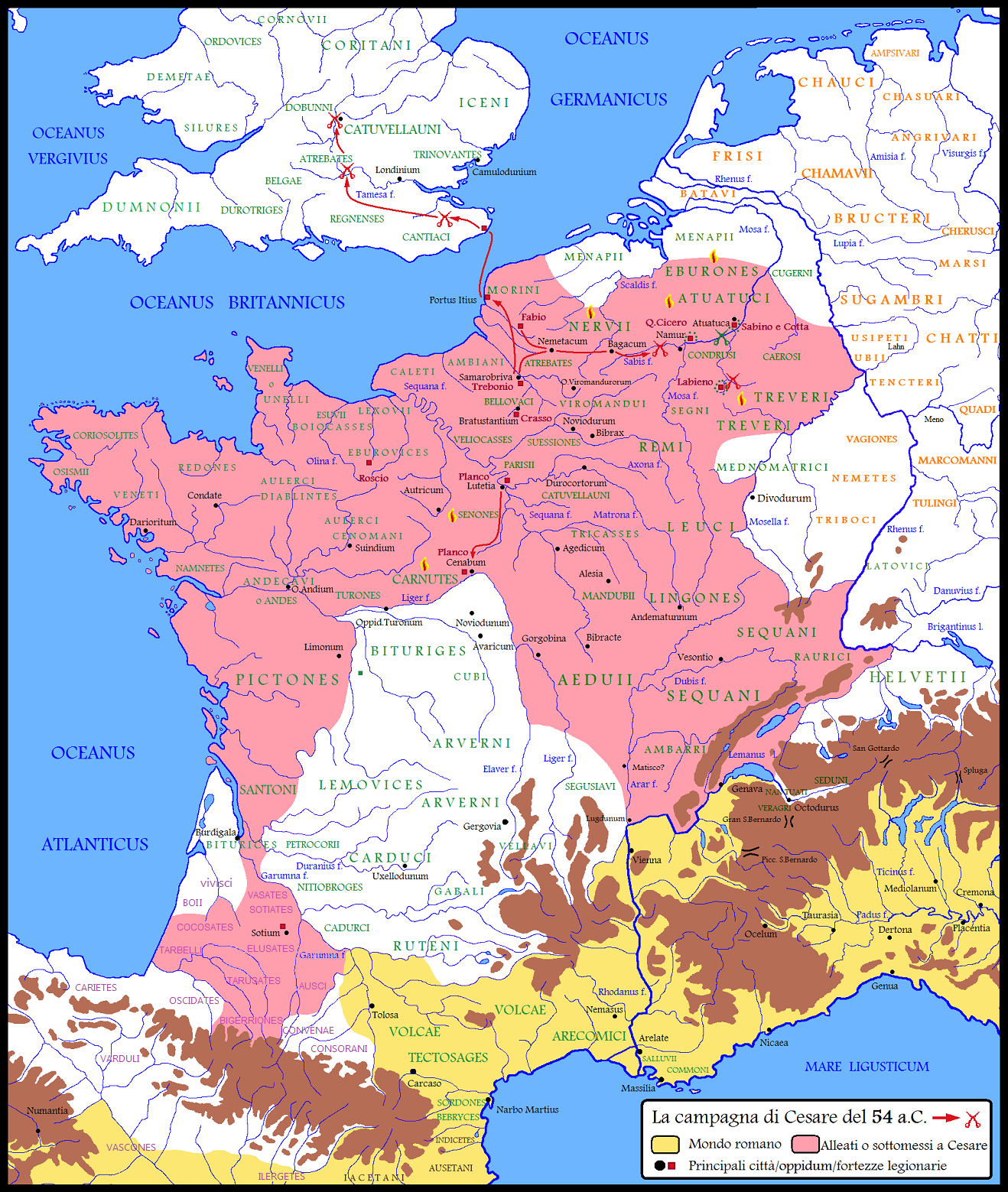
La campagna di Cesare del 54 a.C. in Britannia (estate) e Gallia (autunno/inverno)

Il giorno seguente i Britanni, che sembravano essersi ritirati lontano dal campo romano, decisero di attaccare a sorpresa le tre legioni e la cavalleria che erano state inviate, sotto il comando del legato Gaio Trebonio, a fare provviste. I Romani riuscirono a respingere l'attacco nemico, provocando numerose perdite, tanto da suscitare sgomento nelle truppe di soccorso britanne ed a indurle a ritirarsi. Cesare, venuto a conoscenza dell'accaduto, decise di passare al contrattacco. Condusse con grande rapidità l'esercito in direzione del territorio di Cassivellauno, fino al fiume Tamigi, che passò senza dare il tempo al nemico di rendersi conto di quanto stava accadendo. L'attacco romano fu immediato e condotto con tale rapidità che i Britanni, non potendone sostenere l'impeto, abbandonarono la riva del fiume e si diedero alla fuga.
Frattanto i Trinovanti, a cui apparteneva un certo Mandubracio, che si era recato da Cesare l'anno prima quando questi era ancora in Gallia, chiesero la restituzione e la protezione del giovane e di loro stessi dal re Cassivellauno. Il generale romano restituì il ragazzo in cambio di 40 ostaggi e del frumento necessario per sfamare l'esercito. A questo primo atto di sottomissione ne seguirono a breve tanti altri da parte dei popoli dei Segontiaci, degli Ancaliti, dei Bibroci e dei Cassi.
Deciso ora a portare a termine la guerra in territorio britanno, sottomettendo il capo di quella coalizione, Cesare, venuto a sapere che poco lontano da lui si trovava una piazzaforte nemica, proseguì la marcia e, assediato l'oppidum nemico, lo conquistò, trovandovi una grande quantità di bestiame e facendo strage di molti dei suoi abitanti. Si trattava forse della fortezza collinare presso St Albans nel Kent.
La risposta di Cassivellauno non si fece attendere. Egli infatti ordinò al vicino popolo dei Cantiaci di attaccare il campo navale e le forze romane lasciate da Cesare a presidio della costa. L'aggressione però fallì e Cassivellauno fu costretto a intavolare trattative di pace con Cesare, tramite la mediazione dell'atrebate Commio. I Britanni furono costretti ad accettare la sottomissione, a pagare un tributo annuale ed a consegnare i primi ostaggi, vietando a Cassivellauno di recare ulteriore danno a Mandubracio ed ai Trinovanti.
Ricevuti gli ostaggi necessari, Cesare fece ritorno al campo navale e, trovate le navi ormai riparate, fece ritorno in Gallia dove, dopo aver assistito all'assemblea dei Galli a Samarobriva (forse l'odierna Amiens), mandò le legioni nei quartieri d'inverno.

## Conseguenze
Cesare tornò in Gallia senza aver fatto conquiste territoriali in Britannia, limitandosi a crearvi una serie di clientele, che portarono questa terra nella sfera d'influenza di Roma. Da qui scaturirono rapporti commerciali e diplomatici, che apriranno poi la strada alla successiva conquista romana della Britannia e alla costituzione della provincia di Britannia nel 43 d.C..